# Ideopsis kambera
Ideopsis kambera är en fjärilsart som beskrevs av William Doherty 1891. Ideopsis kambera ingår i släktet Ideopsis och familjen praktfjärilar. Inga underarter finns listade i Catalogue of Life.